# Vuelta a España 1980
La Vuelta a España 1980, trentacinquesima edizione della corsa, si svolse dal 22 aprile all'11 maggio 1980 in diciannove tappe, la sedicesima suddivisa in due semitappe, precedute da un cronoprologo iniziale, su un percorso di 3225 km. Fu vinta dallo spagnolo Faustino Rupérez, che completò il percorso in 88h23'21" precedendo in classifica il connazionale Pedro Torres e il belga Claude Criquielion.

## Tappe
| Tappa  | Data      | Percorso                                                            | km   | Vincitore di tappa         | Leader cl. generale |
| ------ | --------- | ------------------------------------------------------------------- | ---- | -------------------------- | ------------------- |
| Prol.  | 22 aprile | La Manga del Mar Menor > La Manga del Mar Menor (cron. individuale) | 10   | Roberto Visentini          | Roberto Visentini   |
| 1ª     | 23 aprile | La Manga del Mar Menor > Benidorm                                   | 155  | Sean Kelly                 | Roberto Visentini   |
| 2ª     | 24 aprile | Benidorm > Cullera                                                  | 170  | Sean Kelly                 | Roberto Visentini   |
| 3ª     | 25 aprile | Cullera > Vinaròs                                                   | 207  | Giuseppe Martinelli        | Roberto Visentini   |
| 4ª     | 26 aprile | Vinaròs > Sant Quirze del Vallès                                    | 214  | Klaus-Peter Thaler         | Roberto Visentini   |
| 5ª     | 27 aprile | Sant Quirze del Vallès > La Seu d'Urgell                            | 200  | Faustino Rupérez           | Faustino Rupérez    |
| 6ª     | 28 aprile | La Seu d'Urgell > Viella                                            | 131  | Enrique Martínez Heredia   | Faustino Rupérez    |
| 7ª     | 29 aprile | Viella > Jaca                                                       | 216  | Faustino Rupérez           | Faustino Rupérez    |
| 8ª     | 30 aprile | Monasterio de Leyre > Logroño                                       | 160  | Eulalio García             | Faustino Rupérez    |
| 9ª     | 1º maggio | Logroño > Burgos                                                    | 138  | Jos Lammertink             | Faustino Rupérez    |
| 10ª    | 2 maggio  | Burgos > Santander                                                  | 178  | Paul Jesson                | Faustino Rupérez    |
| 11ª    | 3 maggio  | Santander > Gijón                                                   | 219  | Jesús López Carril         | Faustino Rupérez    |
| 12ª    | 4 maggio  | Santiago di Compostela > Pontevedra                                 | 133  | Étienne De Wilde           | Faustino Rupérez    |
| 13ª    | 5 maggio  | Pontevedra > Vigo                                                   | 195  | Rolf Haller                | Faustino Rupérez    |
| 14ª    | 6 maggio  | Vigo > Ourense                                                      | 156  | Sean Kelly                 | Faustino Rupérez    |
| 15ª    | 7 maggio  | Ourense > Ponferrada                                                | 164  | Francisco Javier Elorriaga | Faustino Rupérez    |
| 16ª-1ª | 8 maggio  | Ponferrada > León                                                   | 131  | Dominique Arnaud           | Faustino Rupérez    |
| 16ª-2ª | 8 maggio  | León > León (cron. individuale)                                     | 22,8 | Roberto Visentini          | Faustino Rupérez    |
| 17ª    | 9 maggio  | León > Valladolid                                                   | 138  | Sean Kelly                 | Faustino Rupérez    |
| 18ª    | 10 maggio | Valladolid > Los Ángeles de San Rafael                              | 197  | Manuel Esparza             | Faustino Rupérez    |
| 19ª    | 11 maggio | Madrid > Madrid                                                     | 84   | Sean Kelly                 | Faustino Rupérez    |
| Totale | Totale    | Totale                                                              | 3225 |                            |                     |

## Squadre e corridori partecipanti
Parteciparono alla prova 110 ciclisti in rappresentanza di 11 squadre, tutte le otto formazioni professionistiche spagnole oltre a tre formazioni straniere.
| N.      | Cod. | Squadra                    |
| ------- | ---- | -------------------------- |
| 1-10    | ZOR  | Zor-Vereco-Campagnolo      |
| 11-20   | KEL  | Kelme-Gios                 |
| 21-30   | TEK  | Teka                       |
| 31-40   | FLA  | Flavia-Gios                |
| 41-50   | REY  | Reynolds                   |
| 51-60   | HEN  | Henninger-Aquila Rossa     |
| 61-70   | SPL  | Splendor                   |
| 71-80   | HBA  | HB Alarm Systemen          |
| 21-30   | SGB  | Mobili San Giacomo-Benotto |
| 91-100  | MAN  | Peña Hermanos Manzaneque   |
| 101-110 | CCR  | Colchón CR                 |

## Classifiche finali

### Classifica generale - Maglia gialla
| Pos. | Corridore          | Squadra  | Tempo     |
| ---- | ------------------ | -------- | --------- |
| 1    | Faustino Rupérez   | Zor      | 88h23'21" |
| 2    | Pedro Torres       | Kelme    | a 2'15"   |
| 3    | Claude Criquielion | Splendor | a 3'00"   |
| 4    | Sean Kelly         | Splendor | a 3'31"   |
| 5    | Marino Lejarreta   | Teka     | a 4'32"   |
| 6    | Guido Van Calster  | Splendor | a 4'44"   |
| 7    | Johan De Muynck    | Splendor | a 4'58"   |
| 8    | Francisco Galdós   | Kelme    | a 5'00"   |
| 9    | Miguel María Lasa  | Zor      | a 5'25"   |
| 10   | Vicente Belda      | Kelme    | a 6'41"   |

### Classifica a punti - Maglia azzurra
| Pos. | Corridore         | Squadra     | Punti |
| ---- | ----------------- | ----------- | ----- |
| 1    | Sean Kelly        | Splendor    | 313   |
| 2    | Guido Van Calster | Splendor    | 144   |
| 3    | Jos Lammertink    | HB Alarm    | 116   |
| 4    | Etienne De Wilde  | Splendor    | 108   |
| 5    | Javier Elorriaga  | Flavia-Gios | 101   |

### Classifica scalatori - Maglia verde
| Pos. | Corridore             | Squadra    | Punti |
| ---- | --------------------- | ---------- | ----- |
| 1    | Juan Fernández Martín | Zor-Vereco | 94    |
| 2    | Anastasio Greciano    | Reynolds   | 72    |
| 3    | José Luis Laguía      | Reynolds   | 53    |
| 4    | Pedro Torres          | Kelme      | 41    |
| 5    | Faustino Fernández    | Henninger  | 35    |

### Classifica dei traguardi volanti
| Pos. | Corridore        | Squadra     | Punti |
| ---- | ---------------- | ----------- | ----- |
| 1    | Sean Kelly       | Splendor    | 43    |
| 2    | Dominique Arnaud | Reynolds    | 30    |
| 3    | Jos Lammertink   | HB Alarm    | 21    |
| 4    | Maurizio Bertini | S. Giacomo  | 17    |
| 5    | Jesús Hernández  | Flavia-Gios | 11    |

### Classifica a squadre
| Pos. | Squadra                | Tempo      |
| ---- | ---------------------- | ---------- |
| 1    | Splendor               | 265h07'23" |
| 2    | Kelme-Gios             | a 10'00"   |
| 3    | Zor-Vereco-Campagnolo  | a 12'06"   |
| 4    | Teka                   | a 16'54"   |
| 5    | Henninger-Aquila Rossa | a 50'11"   |